# Peter Vack
Peter Vack, nome d'arte di Peter S. Brown (New York, 19 settembre 1986), è un attore, scrittore e regista statunitense.

## Biografia
Nato a West Village da Jane Spivack e dal regista Ronald Brown, entrambi di origine ebraica, ha una sorella minore anch'essa scrittrice e attrice. Studia teatro alla University of Southern California. La sua carriera inizia da bambino, nel 1996, in un cortometraggio, Dear Diary. Dopo numerose comparsate in alcune serie televisive, nel 2014 raggiunge la popolarità nel ruolo di Alex Merriweather, della serie Amazon Mozart in the Jungle, presente nelle prime due stagioni.

## Filmografia

### Attore

#### Cinema
- Dear Diary, regia di David Frankel - cortometraggio (1996)
- A Bedtime Story, regia di Ron Brown - cortometraggio (1997)
- A Perfect Fit, regia di Ron Brown (2005)
- Amore e altri enigmi (The Treatment), regia di Oren Rudavsky (2006)
- Love/Death/Cobain, regia di Austin Stark - cortometraggio (2006)
- Consent, regia di Ron Brown (2010)
- The Adam & Eve Project, regia di Zack Carter - cortometraggio (2010)
- God Don't Make the Laws, regia di David Sabbath (2011)
- A November, regia di Brian Jordan Alvarez - cortometraggio (2011)
- Commentary, regia di Aaron Mark (2012)
- Kiss of the Damned, regia di Xan Cassavetes (2012)
- CBGB, regia di Randall Miller (2013)
- A Letter Home, regia di Markus Walter - cortometraggio (2013)
- Fort Tilden, regia di Sarah-Violet Bliss e Charles Rogers (2014)
- Credo negli unicorni (I Believe in Unicorns), regia di Leah Meyerhoff (2014)
- Vendetta e redenzione (Swelter), regia di Keith Parmer (2014)
- How to Make it to the Promised Land, regia di Sam Zalutsky - cortometraggio (2014)
- Surf Noir, regia di Tommy Bertelsen - cortometraggio (2015)
- 6 anni (6 Years), regia di Hannah Fidell (2015)
- Ma, regia di Celia Rowlson-Hall (2015)
- Lo stagista inaspettato (The Intern), regia di Nancy Meyers (2015)
- Lace Crater, regia di Harrison Atkins (2015)
- Lucy Now Dreams Herself, regia di Oliver David - cortometraggio (2015)
- Slash, regia di Clay Liford (2016)
- The Zeno Question, regia di Theodore Schaefer - cortometraggio (2016)
- The Road, regia di Hannah Fidell - cortometraggio (2016)
- Whiskey Fist, regia di Gillian Wallace Horvat - cortometraggio (2017)
- Assholes, regia di Peter Vack (2017)
- The Price, regia di Anthony Onah (2017)
- M.F.A., regia di Natalia Leite (2017)
- Child Psychology, regia di Ron Brown (2017)
- Good People, regia di Thom Wyatt - cortometraggio (2017)
- Everything is Free, regia di Brian Jordan Alvarez (2017)
- After Everything (Shotgun), regia di Hannah Marks e Joey Power (2018)
- The Great Pretender, regia di Nathan Silver (2018)
- Brittany non si ferma più (Brittany Runs a Marathon), regia di Paul Downs Colaizzo (2019)
- PVT Chat, regia di Ben Hozie (2020)

#### Serie TV
- Hope & Faith – serie TV, episodi 1x13 (2004)
- Squadra emergenza (Third Watch) – serie TV, episodi 5x16 (2004)
- Law & Order - Unità vittime speciali (Law & Order: Special Victims Unit) – serie TV, episodi 6x15 (2005)
- Ghost Whisperer - Presenze (Ghost Whisperer) – serie TV, episodi 5x4 (2009)
- Cold Case - Delitti irrisolti (Cold Case) – serie TV, episodi 7x21 (2010)
- In cerca di Jane (I Just Want My Pants Back) – serie TV, 12 episodi (2011-2012)
- The Michael J. Fox Show – serie TV, episodi 1x14 (2014)
- The Blacklist – serie TV, episodi 3x4-3x5-3x6 (2015)

- Drama: The Web Series – serie TV, episodi 1x3-1x4 (2015)
- Mozart in the Jungle – serie TV, 11 episodi (2014-2015)
- Strangers (2017)
- Homeland - Caccia alla spia (Homeland) – serie TV, 6 episodi (2018)

## Doppiatori italiani
Nelle versioni in italiano delle opere in cui ha recitato, Peter Vack è stato doppiato da:
- Marco Vivio in Ghost Whisperer - Presenze
- Flavio Aquilone in Cold Case - Delitti irrisolti
- Alessandro Capra in Mozart in the Jungle
- Davide Perino in Homeland - Caccia alla spia
- Federico Zanandrea in Brittany non si ferma più